# Rosenthal (Rosenthal-Bielatal)

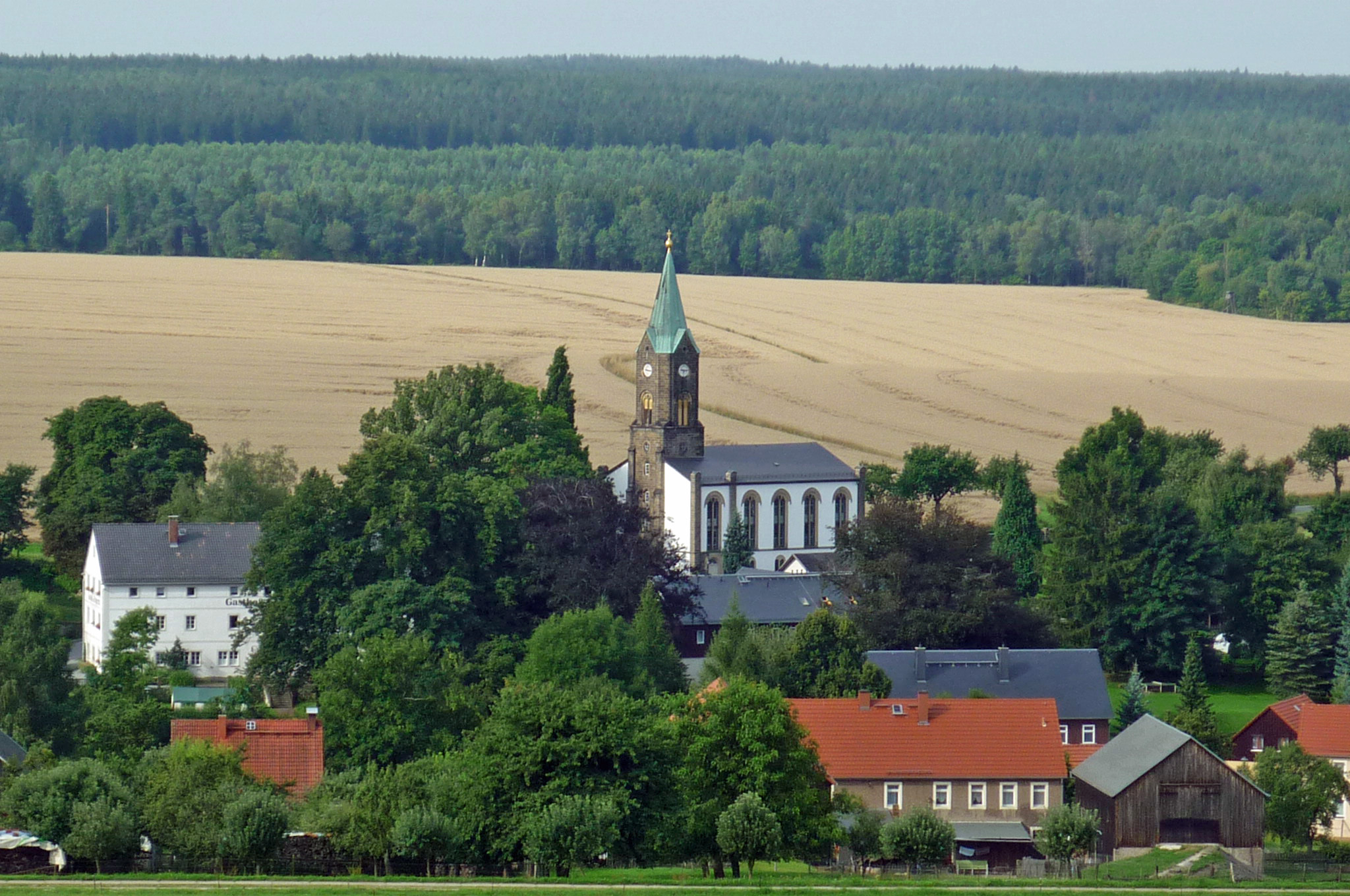
Die Kirche von Rosenthal

Rosenthal ist ein Ortsteil von Rosenthal-Bielatal, Landkreis Sächsische Schweiz-Osterzgebirge. Bis 1994 war es eine selbständige Gemeinde.
Rosenthal wurde 1356 erstmals erwähnt und gehörte damals zu Böhmen. 1452 wurde ein Hammerwerk erwähnt. 1503 fiel Rosenthal an Kursachsen. Das Hammerwerk wurde 1726 stillgelegt.
In der Gemeinde lagen mehrere Mühlen, die sich im 19. Jahrhundert zu Fremdenverkehrsbetrieben wandelten. 1837 wurde im Tal der Biela eine Kaltwasseranstalt eingerichtet und so entstand der Ortsteil Schweizermühle als Kur- und Sommerfrischeort. Der Kurbetrieb wurde 1912 eingestellt und die Anstalt als Urlaubsheim von Maggi weiterbetrieben. Während der DDR wurde sie als Altersheim und Lungenheilanstalt genützt und 1994 schließlich aufgegeben.
Aus einem Sägewerk entstand während der DDR ein Zweigwerk des VEB Karosseriewerk Dresden, das unter der Marke Bastei Wohnwagen montierte.
1994 erfolgte der Zusammenschluss mit Bielatal im Zuge der Gebietsreform 1994.

## Persönlichkeiten
- Wolfgang Faber (* 1943), Gewichtheber

## Belege
1. ↑  Chronik - Rosenthal – Gemeinde Rosenthal - Bielatal. In: rosenthal-bielatal.de. Abgerufen am 7. November 2018.
2. ↑  SZ-Online: Vom Weltruhm zum Schutthaufen. In: sz-online.de. Abgerufen am 7. November 2018.
3. ↑  Rundwanderweg im OT Bielatal – Gemeinde Rosenthal - Bielatal. In: rosenthal-bielatal.de. Abgerufen am 7. November 2018.
4. ↑  Gebietsänderungen ab 1. Januar 1994 bis 31. Dezember 1994. In: statistik.sachsen.de. Statistisches Landesamt des Freistaates Sachsen, abgerufen am 7. November 2018.

Koordinaten: 50° 51′ N, 14° 4′ O